# Wolność, Całość, Niepodległość

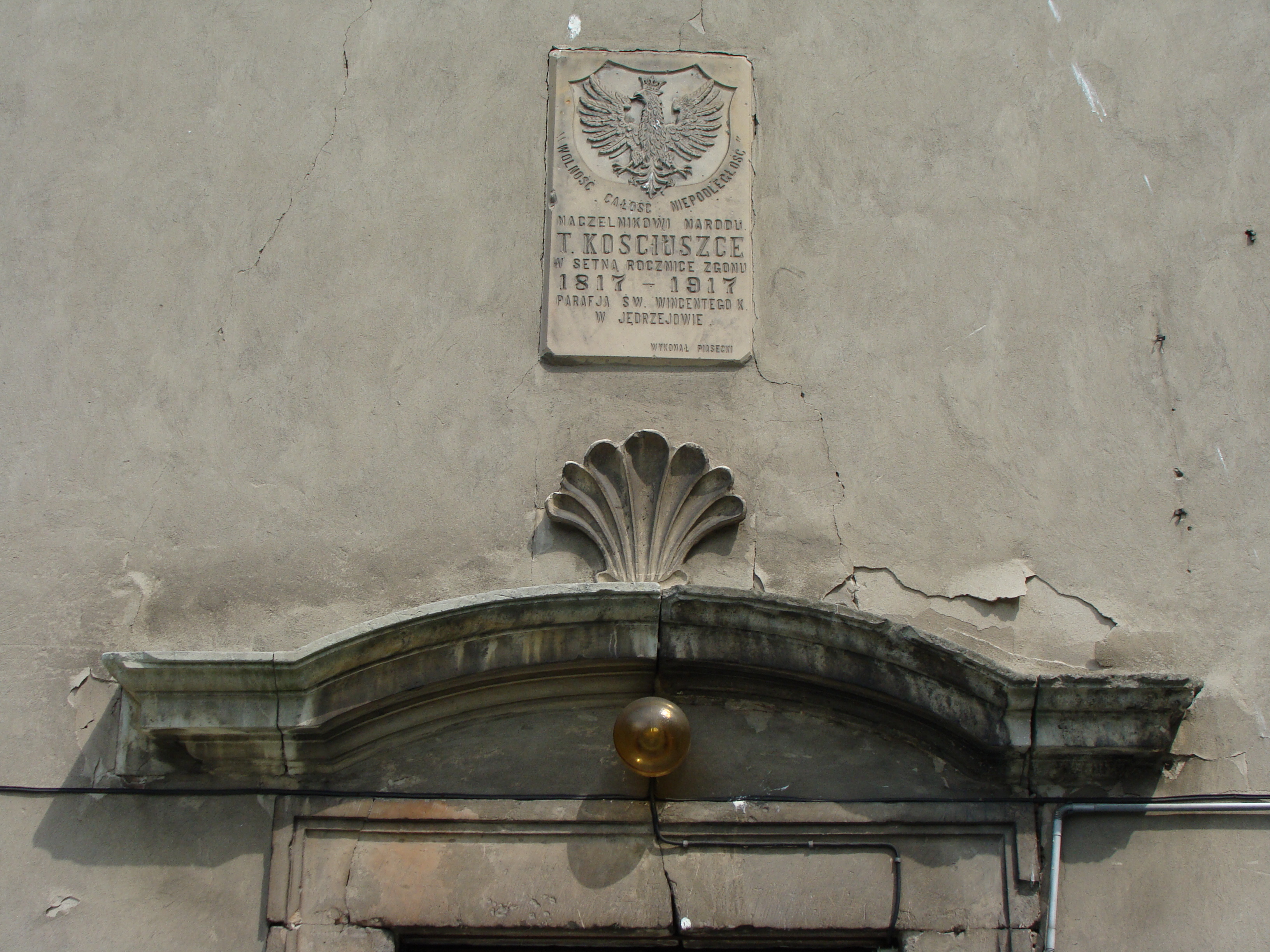
Dewiza Wolność, Całość, Niepodległość umieszczona w 1917 na budynku w Jędrzejowie w setną rocznicę śmierci Tadeusza Kościuszki

Wolność, Całość, Niepodległość – dewiza z okresu powstania kościuszkowskiego.
Hasło umieszczane było na sztandarach wojsk powstańczych w czasie insurekcji kościuszkowskiej obok innych, np. Śmierć lub Zwycięstwo czy Równość, Wolność, Całość. Nawiązywało do hasła wolność, równość, braterstwo powstałego w czasie rewolucji francuskiej.
Dewiza ta widniała na pierwszej stronie Gazety Krakowskiej.